# Безенталь
Безенталь (нем. Besenthal) — община в Германии, в земле Шлезвиг-Гольштейн. 
Входит в состав района Герцогство Лауэнбург. Подчиняется управлению Бюхен.  Население составляет 80 человек (на 31 декабря 2010 года). Занимает площадь 12,65 км².